# استنفورد آنلاین
استنفرد آنلاین (انگلیسی: Stanford Online)استنفورد آنلاین یک ابتکار وبسایت آموزشی است که توسط دانشگاه استنفورد راه اندازی شده‌است که آموزش حرفه‌های متنوعی را ارائه می‌دهد. به عنوان بخشی از استنفورد آنلاین، دانشگاه استنفورد یک پلتفرم به اسم OpenEdX با دسترسی آزاد ایجاد کرد که در سال ۲۰۱۳ دوره‌های گسترده آنلاین باز (MOOCs) را ارائه کرد، اما آن سایت دیگر در دسترس نیست. کلاس‌های آنلاینی که قبلاً در آن پلتفرم ارائه می‌شد، اکنون در یک پلتفرم به روز شده به نام ادکس edx، قابل دسترسی است. تعدادی از کلاس‌های آنلاین ارائه شده توسط در این پلتفرم به صورت رایگان در دسترس هستند. کلاس‌ها از هر کجای دنیا قابل دسترسی هستند.

## تاریخچه
استنفورد آنلاین در سال ۱۹۹۵ داخل مرکز توسعه شغلی استنفورد تأسیس شد، شروع آن با دانشکده مهندسی در دانشگاه بود که اولین شبکه تلویزیونی دانشگاه را به عنوان یک رسانه دیجیتال جدید برای دانشجویان ایجاد کرد تا دوره‌های آنلاین حرفه‌ای را بگذرانند و گواهی‌های تحصیلی، مدرک کارشناسی و کارشناسی ارشد را کسب کنند. آنوپ گوپتا به مدت ۱۱ سال در دانشگاه استنفورد استاد علوم کامپیوتر بود و برنامه‌ای را اختراع کرد که در سال ۱۹۹۶ جزئی از تشکیل استنفورد آنلاین شد.